# A. Michael Noll
 (novembre 2017).
Pour les articles homonymes, voir Noll.
A. Michael Noll (né en 1939, Newark, New Jersey) est un ingénieur américain et professeur à l'école de communication et de journalisme Annenberg de l'université du Sud de la Californie. Il enseigne des cours de troisième cycle en sciences fondamentales et en technologie des systèmes de communication, et il étudie les implications politiques et sociales des technologies de la communication. Il a été un pionnier très tôt dans l'art numérique, l'animation 3D et la communication tactile. 

## Biographie
Noll possède un B.S.E.E. du Newark College of Engineering (actuellement connu sous le nom de New Jersey Institute of Technology), un M.E.E. de l'Université de New York, et un doctorat en génie électrique de l'Institut polytechnique de Brooklyn.
Avant de rejoindre l'école Annenberg, Noll a eu une carrière variée dans la recherche fondamentale, le marketing des télécommunications et la politique scientifique. Il a travaillé au département des produits de consommation et du marketing d'AT & T où il a effectué des évaluations techniques et y trouve des opportunités pour de nouveaux produits et services, tels que la téléconférence et le vidéotex.
Il a été directeur de la recherche technologique et chercheur principal affilié au Columbia Institute for Tele-information à la Business School de l'Université Columbia. Il était affilié au Media Center de la New York Law School, conseiller principal auprès de la Marconi Society et membre auxiliaire du programme de télécommunications interactives de la Tisch School of the Arts de l'Université de New York. Il est un associé du Centre Quello à la Michigan State University.
Au début des années 1970, Noll faisait partie du personnel du conseiller scientifique du président à la Maison-Blanche et s'occupait de questions telles que la sécurité informatique et la vie privée, les exportations d'ordinateurs, l'information scientifique et technique et la technologie éducative.
De 1992 à 1994, Noll était doyen de l'USC Annenberg School for Communication pour une période intérimaire. Pendant ce temps, il a formulé une vision plus large de la communication qui a abouti à une fusion des unités académiques USC qui étudient la communication. Il a rejoint la faculté de l'école Annenberg en tant que professeur des communications en 1984 et est devenu émérite en 2006.

## Travail
Noll a passé près de quinze ans à effectuer des recherches de base chez Bell Labs à Murray Hill, New Jersey, dans les domaines suivants: communication interpersonnelle, infographie tridimensionnelle et animation, communication tactile, homme-machine, traitement du signal vocal, détermination du ton d'un cepstrum,et esthétique. Bell Labs, au début des années 1960, est un pionnier dans les débuts de l'art numérique (A. Michael Noll), l'animation numérique (Edward E. Zajac, Frank Sinden et Kenneth C. Knowlton), et la musique numérique (Max V. Mathews et John R. Pierce).
Noll a utilisé un ordinateur numérique pour créer des modèles artistiques et a formalisé l'utilisation de processus aléatoires et algorithmiques dans la création d'arts visuels.Sa première œuvre d'art numérique a été programmée à l'été 1962 aux Bell Telephone Laboratories de Murray Hill, dans le New Jersey, faisant de lui l'un des pionniers de l'art de l'informatique numérique.
En 1965, Noll, ainsi que deux autres pionniers de l'art informatique, Frieder Nake et Georg Nees en Allemagne, exposèrent publiquement leurs œuvres informatiques. En avril 1965, la Howard Wise Gallery de New York exposae l'art informatique de Noll ainsi que les motifs aléatoires de Béla Julesz. Plus tard en 1965, l'art informatique numérique de Noll a été exposé avec l'art informatique analogique de Maughan Mason lors de la conférence Fall Joint Computer à Las Vegas. Noll a proposé dans les années 1960 que l'ordinateur numérique pourrait devenir un moyen artistique créatif.
À la fin des années 1960 et au début des années 1970, Noll a construit des dispositifs d'entrée tridimensionnels interactifs et un dispositif tridimensionnel tactile (brevet américain 3 919 691 "Tactile Man-Machine Communications System" déposé le 26 mai , 1971, délivré le 1er novembre 1975). Cet appareil est considéré comme le précurseur des systèmes de réalité virtuelle d'aujourd'hui. Noll suggérait son utilisation comme un moyen pour les aveugles de «ressentir» les infographies. Il a également démontré le potentiel des écrans raster numérisés pour l'infographie. Il fut un pionnier dans la création de films stéréoscopiques animés par ordinateur d'hyperobjets en quatre dimensions, d'un ballet généré par ordinateur , et de séquences de titres animés par ordinateur pour la télévision et le cinéma.
Son expérience comparant un modèle généré par ordinateur avec une peinture de Mondrian a été une première mise en œuvre du test de Turing et un exemple de l'utilisation des ordinateurs numériques dans les enquêtes d'esthétique. 

## Œuvres
- Ninety Parallel Sinusoids, vers 1960
- Gaussian Quadratic, 1962-1965
- Computer Composition With Lines, 1964
- Frames of a movie of a randomly changing object, vers 1960
- Frames of the projection of a four-dimensional hypercube, vers 1960
- Four computer-generated random patterns, 1965